# Даци, Эрдон
Эрдон Даци (макед. Ердон Даци; род. 4 июля 1998, Скопье) — северомакедонский футболист, нападающий казахстанского клуба «Женис».

## Клубная карьера
Футбольную карьеру начал в составе клуба «Коньяспор».
В 2021 году подписал контракт с клубом «Вестерло».
В 2024 году перешёл в бельгийский клуб «Дейнзе».
В марте 2025 года подписал контракт с клубом «Женис». 8 марта 2025 года в матче против клуба «Тобол» Костанай дебютировал в казахстанской Премьер-лиге (0:0).

## Карьера в сборной
17 октября 2023 года дебютировал за сборную Северной Македонии в матче против сборной Армении (3:1).

## Достижения
«Вестерло»
- Победитель Челленджер Про Лиги: 2021/22

## Клубная статистика
| Игровая карьера | Игровая карьера | Игровая карьера | Лига | Лига | Кубок | Кубок | Межд. | Межд. | Др. | Др. |
| --------------- | --------------- | --------------- | ---- | ---- | ----- | ----- | ----- | ----- | --- | --- |
| 2018/19         | Коньяспор       | А               | 0    | 0    | —     | —     | —     | —     | —   | —   |
| 2019/20         | Коньяспор       | А               | 23   | 1    | 1     | 0     | —     | —     | —   | —   |
| 2020/21         | Коньяспор       | А               | 19   | 2    | 2     | 2     | —     | —     | —   | —   |
| 2021/22         | Коньяспор       | А               | 1    | 0    | —     | —     | —     | —     | —   | —   |
| 2021/22         | Вестерло        | Б               | 25   | 10   | 3     | 0     | —     | —     | —   | —   |
| 2022/23         | Вестерло        | А               | 2    | 1    | —     | —     | —     | —     | —   | —   |
| 2023/24         | Вестерло        | А               | 13   | 3    | —     | —     | —     | —     | —   | —   |
| 2023/24         | Васланд-Беверен | Б               | 9    | 1    | —     | —     | —     | —     | —   | —   |
| 2024/25         | Дейнзе          | Б               | 8    | 2    | 1     | 0     | —     | —     | —   | —   |
| 2025            | Женис           | А               | 1    | 0    | —     | —     | —     | —     | —   | —   |